# Jarra West
Jarra West é um distrito da Gâmbia.